# Ophioleuce gracilis
Ophioleuce gracilis är en ormstjärneart som beskrevs av Georgii Mikhailovich Belyaev och Litvinova 1976. Ophioleuce gracilis ingår i släktet Ophioleuce och familjen fransormstjärnor. Inga underarter finns listade i Catalogue of Life.